# Arsenal Osaka

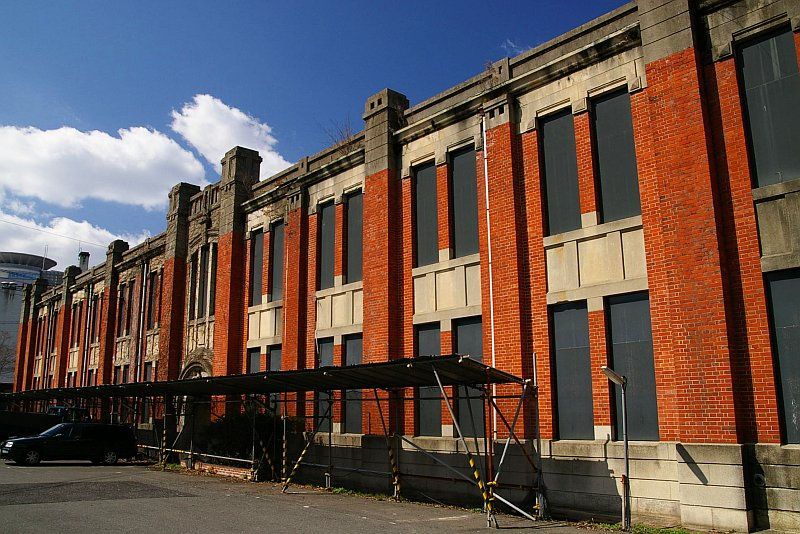
Überreste des Arsenals Osaka

Das Arsenal Osaka (jap. 大阪砲兵工廠 Ōsaka Hōhei Kōshō, dt. „Artilleriearsenal Osaka“) war eine staatliche Waffenfabrik (Arsenal) der Kaiserlich Japanischen Armee in Osaka während der Zeit von 1870 bis 1945.
In der Meiji-Zeit war für die Regierung die Selbstversorgung der Streitkräfte mit modernen Waffen ein hohes Anliegen. Der japanische Militärführer Ōmura Masujirō schlug vor, auf der Burg Ōsaka eine Garnison mit Produktionseinrichtungen für Geschütze und Munition zu errichten. Die zentrale Lage Osakas begünstigte Transportwege über Land und Wasser. Zwar wurde Ōmura im November 1869 Opfer eines Anschlags, sein Vorschlag wurde jedoch trotzdem angenommen.
Im Februar 1870 wurde eine Amtsstelle für Waffenproduktion (造兵司, Zōheishi) eingerichtet und im März des Jahres bezogen die ersten Mitarbeiter ein leerstehendes Reislagerhaus im nordöstlichen Teil der Burg Ōsaka. Dieses war die Geburtsstunde des Arsenals Osaka. Maschinen und Arbeiter kamen hauptsächlich aus den Eisenwerken Nagasaki.
1871 erfolgte die Umbenennung in „Amtsstelle für Waffenproduktion Osaka“ (大阪造兵司, Ōsaka Zōheishi), 1872 in „Werk Osaka“ (大砲製造所, Ōsaka Seizōsho), 1875 in „Artillerie-Amtsstelle des 2. Artilleriemilitärbezirks“ (砲兵第二方面内砲兵支廠, Hōhei Daini Hōmennai Hōhei Shishō) und 1879 schließlich in „Artilleriearsenal Osaka“ als staatliches Produktionszentrum für Geschütze und Granaten, während das Arsenal Tokio Produktionszentrum für Handfeuerwaffen war.
Während der Satsuma-Rebellion in 1877 war das Arsenal sehr aktiv, um die hohe Nachfrage zu befriedigen. Weitere Kriege wie der Erste Japanisch-Chinesische Krieg (1894–1895) und Russisch-Japanische Krieg (1904–1905) ließen das Arsenal anwachsen, so dass es die komplette östliche Seite des Burggeländes vereinnahmte.
Die Belegschaftsstärke schwankte stark; während der Krisenzeiten wurden viel Arbeiter angeheuert, und danach wieder entlassen. Das führte zur Spannungen mit der Belegschaft, insbesondere im Dezember 1906 nach dem Russisch-Japanischen Krieg und im Oktober 1919 nach dem Ersten Weltkrieg.
Während des Pazifikkrieges wuchs die Belegschaft des Arsenals stetig an, erreichte über 60.000 Beschäftigte und entwickelte sich zu einer der größten militärischen Fabriken im Kaiserreich. Gegen Ende des Krieges sank jedoch die Produktionsausbeute wegen Material- und Arbeitskräftemangel. Osaka wurde ab 1945 das Ziel amerikanischer Luftangriffe; das Arsenal wurde zunächst nur geringfügig beschädigt. Am 14. August 1945, ein Tag vor der Kapitulation Japans, erfolgte jedoch ein verheerender Luftangriff, der 90 % des Arsenals zerstörte. Die Anzahl der Toten auf dem Arsenalgelände ist mit 382 Toten relativ gering, da die meisten Arbeiter, außer der Luftabwehr, das Gelände nach dem Luftalarm verlassen haben. Die Anzahl der Toten außerhalb des Arsenalgeländes ist unbekannt.
Mit Ende des Pazifikkrieges ging die 75-jährige Geschichte des Arsenals zu Ende. Nach dem Krieg wurde das weitläufige Gelände zum Teil von Geschäftshochhäusern überbaut, zum anderen Teil wird es als Park (Burgpark Osaka) genutzt.